# Nyköpings kanal

Nyköpings kanal enligt Kanalkommissionens förslag 1922.

Nyköpings kanal var en planerad farled från Båven, Yngaren och Långhalsen med flera sjöar i Södermanland, genom Nyköpingsån till havet. Dessutom planerades bileder från Naten till Båven och från Forssjö bruk till Yngaren. På initiativ (1903) av kanslirådet Hugo Tigerschiöld utarbetades planen för företaget av major Fr. Enblom. Kostnaden, frånsett bileden, beräknades bli 2,9 miljoner kr. 
Redan änkedrottning Kristina av Holstein-Gottorp lät 1626 påbörja en slussbyggnad vid Harg i Nyköpingsån. Gustav II Adolf fortsatte arbetet, som inte fullbordades. I början av 1800-talet föreslog överstelöjtnant K. P. Hällström en båtled om fem fots djup från Yngaren till havet. 1839 uppgjordes av överstelöjtnant J. Edström förslag till en sex fots farled från Yngaren genom Långhalsen och Båven till Mälaren. Dessa förslag omarbetades senare av major K. A. Olivecrona för att minska kostnaderna, men blev inte förverkligade.
I det enblomska förslaget föreslogs sex slussar med vardera två meter djup, 6,5 meter bredd och 38 meter längd. Trafikområdet omfattade 27 socknar. Genom förslaget möjliggjordes även reglering av det stora vattensystemet, medförande skydd mot översvämningar och ökad kraft vid vattenverken. År 1912 bildades Nyköpings kanalaktiebolag, som sedan kapital tecknats av kommuner och enskilda, planerade att äska om statsanslag och statslån för företaget. År 1922 kom det slutliga avgörandet: "Eftersom kanalen måste anses bli till mycket stort gagn för en vidsträckt bygd av vårt land, synes tanken på dess genomförande icke böra övergivas utan upptas till allvarlig prövning så snart bättre tider inträda". Men tanken väcktes aldrig till liv igen efter detta.

### Webbkällor
- Kanaler i Sverige